# Stenocarpus salignus
Stenocarpus salignus, conocido como "scrub beefwood" es un árbol  del bosque templado húmedo de Australia en la familia de las Proteas. Se le encuentra en bosques lluviosos tanto en la costa como en las montañas. Crece en suelos pobres sedimentarios o en los volcánicos por encima de los 750 metros sobre el nivel del mar.

## Descripción
Es un arbusto o árbol pequeño, ocasionalmente de hasta 30 metros de alto y 60 cm de diámetro en el tronco. El tronco es con frecuencia irregular y ensanchado en la base con la corteza café oscura escamosa.
Las hojas tienen los bordes ondulados, tienen entre una y tres venas longitudinales. Las hojas son alternadas, simples, enteras, ovadas a lanceoladas o elípticas. Las hojas tienen una punta notablemente dura, y en otro extremo se estrechan gradualmente hacia la base. De color verde oscuro brilloso en el haz, y más pálido en el envés; de 8 a 15 cm de largo, y de 3 a 5 cm de ancho. Existe una considerable variación en las hojas de la especie.
De octubre a enero, flores blancas fragantes se forman en umbelas, similares a las de las flores de la relacionada Grevilea. El fruto es un angosto folículo, de 5 a 10 cm de largo, de color café. Adentro hay muchas semillas delgadas de forma oblonga de alrededor de 12 mm de largo. El fruto madura de marzo a junio. Las semillas frescas germinan rápidamente, los esquejes también pegan bien.

## Distribución y hábitat
Stenocarpus salignus es notable por su corteza teselada y su extenso follaje en lo alto del dosel. El rango de su distribución natural es desde el poblado de Kioloa (35° S) cerca de Batemans Bay en el sur de Nueva Gales del Sur, hasta Rockhampton (23° S) en el trópico de  Queensland.

## Taxonomía
Stenocarpus salignus fue descrita por Robert Brown y publicado en Trans. Linn. Soc. London 10: 202 1810.
Sinonimia
- Cybele saligna Kuntze
- Embothrium rubricaule Giord.
- Hakea rubricaulis Cels ex Colla[1]